# Kanton Luynes
Der Kanton Luynes war bis 2015 ein französischer Wahlkreis im Arrondissement Tours, im Département Indre-et-Loire und in der Region Centre-Val de Loire; sein Hauptort war Luynes. Vertreter im Generalrat des Départements war zuletzt von 2011 bis 2015 Joël Ageorges (DVG).
Der Kanton Luynes war 104,16 km² groß und hatte 22.055 Einwohner (2012).

## Gemeinden
Der Kanton bestand aus fünf Gemeinden:
| Gemeinde                   | Einwohner Jahr | Fläche km² | Bevölkerungsdichte | Code INSEE | Postleitzahl |
| -------------------------- | -------------- | ---------- | ------------------ | ---------- | ------------ |
| Fondettes                  | 10.193 (2013)  | 32,08      | 318 Einw./km²      | 37109      | 37230        |
| Luynes                     | 5207 (2013)    | 34,01      | 153 Einw./km²      | 37139      | 37230        |
| La Membrolle-sur-Choisille | 3080 (2013)    | 6,87       | 448 Einw./km²      | 37151      | 37390        |
| Mettray                    | 2065 (2013)    | 10,34      | 200 Einw./km²      | 37152      | 37390        |
| Saint-Étienne-de-Chigny    | 1461 (2013)    | 21,11      | 69 Einw./km²       | 37217      | 37230        |